# Рюмкер, Георг Фридрих Вильгельм
Георг Фридрих Вильгельм Рюмкер (нем. Georg Friedrich Wilhelm Rümker, 1832—1900) — немецкий астроном.

## Биография
Родился в Гамбурге в семье астронома К. Рюмкера. С 1853 по 1856 работал в обсерватории
в Дареме, Англия, затем — наблюдателем в Гамбургской обсерватории, директором которой был его отец. В 1862 он сменил отца на посту директора Гамбургской обсерватории и занимал этот пост до своей смерти в 1900.
Начал подготовительные работы по строительству нового здания обсерватории в Бергедорфе, но не успел осуществить этот замысел, который воплотил в жизнь его преемник на посту директора обсерватории Р. Шорр.